# حزب المستقبل الأردني
حزب المستقبل والحياة الأردني حزب سياسي أردني تأسس بسنة 2016م. تتمثل قيادته بشخص أمينه العام صلاح القضاة. يُصنف الحزب بأنه حزب وسط قريب من الحكومة. شارك الحزب بالانتخابات البلدية والنيابية (البرلمانية) في الأردن، لم يفز بأي منها. يهدف الحزب الى المشاركة في الحياة السياسية و تشكيل الحكومات و المساهمة في التغييرالايجابي للثقافة المجتمعية.
القيم الجوهرية: الحرية، العدالة، التنمية، العمل بروح الفريق، التميز، الابداع.